# Ukelajat
Der Ukelajat (russisch Укэлаят) ist ein 188 km langer Zufluss des Beringmeeres im äußersten Nordosten der russischen Region Kamtschatka.

## Flusslauf
Der Ukelajat entspringt im Korjakengebirge auf einer Höhe von etwa 1000 m. Er wird von Firnfeldern am Nordhang der Berge gespeist. Der Ukelajat fließt anfangs 90 km in östlicher Richtung durch das Bergland. Südlich des Flusslaufs erhebt sich die Ledjanaja, mit 2562 m höchster Gipfel des Gebirges. Der Fluss bildet entlang seinem gesamten Lauf verflochtene Flussarme. Bei Flusskilometer 55 mündet der Pikaswajam, wichtigster Nebenfluss des Ukelajat, von links in den Fluss. Etwa fünf Kilometer flussabwärts spaltet sich ein linker Flussarm ab, der erst an der Mündung wieder auf den Hauptfluss trifft. Der Ukelajat strömt im Unterlauf in ostsüdöstlicher Richtung zum Meer. Auf den letzten 7 Kilometern verzweigt sich der Fluss in mehrere Mündungsarme, die in ein Ästuar münden. Dieses wird von zwei Landzungen vom Meer getrennt. Die Flussmündung liegt an der Deschnjowa-Bucht, 100 km westsüdwestlich von der Siedlung Chatyrka. Das Einzugsgebiet des Ukelajat umfasst ein Areal von 6820 km².